# Прожекторперісхілтон
«Прожекторперісхілтон» — телевізійна інформаційно-розважальна програма Першого каналу РФ, що виходить на ТБ з 17 травня 2008 року.
Ведучі (Іван Ургант, Сергій Свєтлаков, Гарік Мартиросян і Цекало Олександр) сидять постійно (впродовж усього ефіру) в студії в гумористичній формі обговорюють актуальні теми тижня, коментують газетні статті та висловлювання політиків. Цим передача нагадує колишню німецьку передачу "Сім діб, сім голів". В кожному випуску зазвичай запрошується незвичайний VIP-гість. 

## Назва
Цікава назва, проте сама Періс Гілтон не має до цього шоу жодного стосунку. У ЗМІ ходили плітки, що вона має намір подати позов до суду на передачу. Проте не стала цього робити, так представник Гілтон заявив :